# شهرستان متسنسکی
شهرستان متسنسکی (به لاتین: Mtsensky District) یک شهرستان در روسیه است که در استان اریول واقع شده‌است.